# Arubas flagga
Arubas flagga infördes den 18 mars 1976. Den ljusblåa bakgrunden symboliserar den ljusa himlen och det ljusa vattnet kring Aruba. Den har två parallella gula linjer i nederdelen. Den fyruddiga röda stjärnan med vit kant i övre vänstra hörnet symboliserar själva ön.